# Франкова кузня
Франко́ва ку́зня — літературна студія, яка функціонує у Львівському національному університеті імені Івана Франка. За даними університетської енциклопедії, «Франкова кузня» розгорнула свою діяльність одразу після війни, у 1946 році. Ініціатором створення були студенти, а натхненником початківців, за свідченням В.Лесика, був В. Дмитрук. Перші учасники: Дмитро Павличко, Іван Радченко, Дмитро Моляркевич та інші.

## Особливості літературної студії
Характерною рисою літературних студій є закріпленість до певної інституції. Це університет, Спілка письменників або інший орган, який опікується літературною студією. Залежно від масштабу та успішності цього об'єднання, твори молодих письменників друкують у закріплених за ними виданнях, раз на декілька років видають альманах, а особливо талановиті початківці видають за їх допомоги власні збірки.
Та найголовніше — через те, що студія має прив'язку до місця, вона не зникне, коли зміняться її керівники або учасники. Студія зникає, коли зникає ініціатива та зацікавлення у її утримуванні. Саме в цьому полягає один із феноменів «Франкової кузні»: вона функціонує із повоєнних часів до сьогодення, попри зміну учасників, керівників та навіть держав. Історію про ініціативу Львівського університету, яка виховала не одне покоління письменників, зібрана зі спогадів представників різних поколінь «Франкової кузні».

## Зародження «Франкової кузні»
За даними університетської енциклопедії «Франкова кузня» розгорнула свою діяльність одразу після війни, у 1946 році. Ініціатором створення були студенти, а натхненником початківців, за свідченням В.Лесика, був В. Дмитрук.
Перші учасники, як зазначає енциклопедія, — це Дмитро Павличко, Іван Радченко, Дмитро Моляркевич та інші.
За словами Миколи Петренка, який був членом студії з 1953 до 1957 року, саме на нараді творчої молоді, яка проходила в університеті у січні 1952 року він познайомився із Дмитром Павличком та Дмитром Молякевичем. "Вони були центральними учасниками «Франкової кузні», хоча вже й не були студентами. Павличко вчився на аспірантурі, а Молякевич працював на той час у «Вільній Україні», — розповідає на особистій зустрічі Микола Петренко.

## 1950-ті
У 1953 році, як зазначалося вище, до студії потрапив і Микола Петренко. «Франкова кузня була тоді на правах центральної в області. Тоді при Спілці письменників ще не було своєї літературної студії для початківців, було набагато менше кадрів.
Із творчою молоддю проводилися зібрання саме на базі „Франкової кузні“. Нею на той час керував Станіслав Паливода, який пізніше став директором видавництва „Каменяр“. — розповідає далі Микола Петренко. — Нас постійно залучали до важливих заходів, виступів, обговорень. Дуже часто спільно проводилися літературні зустрічі та поетичні вечори. Переважно зала студентського клубу була переповнена. До нас приїжджали поважні гості, організовувалися зустрічі з ними, спільні виступи. Часто на засідання студії приходили письменники. До прикладу, Ірина Вільде спеціально підшуковувала молодих і талановитих, брала під свою опіку, слідкувала за ними, допомагала. Я ніколи не забуду, як приїхав Андрій Малишко у 1956 році. Саме від нього я вперше почув про Голодомор, адже це була заборонена тема. Я дізнався, що було 7 мільйонів жертв голодної смерті. Ви можете уявити, наскільки це було для нас несподівано?»
За словами колишнього учасника літстудії, до «Франкової кузні» запрошували вже відомих тоді Максима Рильського, Остапа Вишню, Івана Драча, Миколу Вінграновського, Івана Дзюбу, Михайла Бірюкова, Володимира Бєляєва. Останній, за його словами, був присланим радянською владою для підсилення комуністичної лінії у львівській спілці письменників. Та попри те, у нього було цікаве минуле та досить оригінальне бачення літератури.
Потрапити до цього творчого університетського об'єднання було досить просто. Для цього потрібно було лише бажання писати, не було табу. Один або два рази на місяць 20-30 студійців збиралися у теперішній 312 аудиторії, що біля кафедри української літератури імені М. Возняка. На заходах — у Дзеркальній залі або в Шевченківській аудиторії.
«Ми збиралися, читали вірші, критикували один одного. Деколи — навіть дуже нещадно. Тоді якраз пройшла велика хвиля арештів серед студентів і панувало відчуття замкнутості, побоювання, страху розкрити душу у своїх творах. А „Франкова кузня“ давала хоча б мінімальне відчуття свободи, відчуття себе серед таких же, як і ти». — каже Микола Петренко.
За його словами, молоді письменники не мали своєї окремої газети, однак час від часу друкувалися в університетській «За радянську науку». У 1957 році вийшов перший із трьох альманахів «Франкової кузні», куди увійшли кращі твори її учасників.
Хто із того покоління став письменником? Микола Петренко, Петро Мах, Роман Іваничук, Юрій Рибчинський, Володимир Лучук, Віктор Назарук, Віктор Рябий, Роза Конишева, Імута Тихонова критик Галина Леонченко, яка потім викладала у педагогічному університеті.
"Коли ми закінчували університет у 1957 році, у Москві проходив Всесвітній фестиваль молоді і студентів. — продовжує розповідати Микола Петренко. — Комсомол оголосив конкурс на кращу книжку і ми з Романом Іваничуком перемогли у ньому. Моя збірка називалася «Дні юності», а його –"Прут несе кригу". За ці книги ми як переможці отримали путівку на міжнародний фестиваль молоді і студентів. Це була неймовірна подія на той час!"
Серед викладачів, які долучалися до роботи студії, були Василь Лещух, Василь Пачовський, Микола Леонченко, Володимир Здоровега, часто у гостях бував Ростислав Братунь, редактор журналу «Жовтень» (зараз — «Дзвін»).
Завдяки діяльності «Франкової кузні» чимало із них помітили, дехто видав свої збірки, а у 60-му році шестеро із них, разом з Миколою Петренком, прийняли до членів Спілки письменників через те, що молоді поети тоді вже були почуті та помічені в творчому колі.

## 1960-ті
Наступними, хто творив та зростав у студії були В. Лучук, Р. Лубківський, Г. Глазов, Р. Кудлик, П. Слободянюк, М. Слободянюк, М. Лазарук, М. Босак, В. Герасимчук, Ф. Мандзюк та інші.
З числа літстудійців, наприклад, дебютували поетичними і прозовими збірками «Розмова» (1963) — Роман Кудлик, «Віднайдена фея» (1965) — Юрій Коваль, «Снять квітами зорі», «Дана» (1967) — Дмитро Герасимчук, «Примула, квітка віща» (1969) — Богдан Стельмах, «Літні зорепади» (1973) — Роман Качурівський.
Багатообіцяюче звучало тоді друковане слово на сторінках періодичних видань та колективних збірників Тараса Салиги, Стефанії Андрусів, Михайла Паніва, Василя Стефака, Віктора Грабовського, Григора Мовчанюка, Богдана Корвача, Івана Павліхи, Валерія Трипачука, Романа Фабрики, Михайла Гнатюка, Романа Кіся, інших літстудійців, талант яких у різних сферах творчого мислення не викликав жодних сумнівів і знаходив своїх прихильників.
У 1961 році побачила світ збірка поезій молодих авторів «Яблуневий цвіт», до якої увійшли твори І. Юри, Є. Гуцала, Р. Карабівського, Р. Лубківського, О. Сенатович, А. Лазерного, В. Могильницького, М. Кузьменка, М. Басова, М. Ільницького, І. Гнатюка, Б. Демківа, С. Гарячої, Є. Титикайла, С. Лагодзінського, В. Мирного, В. Когута, І. Чернецького, Р. Кужлика і т. д.
Чимало про діяльність «Франкової кузні» у 60-ті роки ХХ століття написав у своєму написі Григор Мовчанюк: «Членів „Франкової кузні“ я побачив ще під час вступних екзаменів. При вході до гуртожитку помітив невеличке оголошення, що тут відбудеться зустріч з молодими поетами. Підвечір, можливо, о годині 19, у вестибюлі зібралося не менше 70 молодих осіб, які виступали з віршами або слухали. Цей вечір організовував Дмитро Герасимчук, новеліст, який запросив з собою львівських старшокурсників».
Це дійство було успішним та жвавим. Ясна річ, до горнила кузні хотіли потрапити чи не усі. Панувало натхнення, творчість, енергія та молодечий запал. На першому курсі разом із Мовчанюком писали вірші Дмитро Юсип, Йосип Пилятинський, а на журналістиці і Петро Шкарб'юк, Іван Чудик, Василь Стефак, який потім перейшов у прозу, повернувся із військової служби Роман Качурівський. «Він розповів мені про поезію Романа Кудлика та Ігоря Калинця, про тернопільських поетів, звідки він походив, про трагічну долю талановитого поета Степана Будного зі Струсова». — розповідає Григор Мовчанюк.
Саме Качурівський почав згодом очолювати «Франкову кузню», а Григор жив із ним в кімнаті. У той час діяльність цієї студії була відображенням того, як наймолодша когорта студентства сприймала, жила і діяла під час боротьби з тоталітарним режимом. «Ми були справжніми дисидентами не тільки у шістдесяті, а й наступні десятиліття. — пише Мовчанюк. — Наших бунтарських творів не друкували, ми читали і поширювали самвидав та іншу заборонену літературу, гаряче підтримували провідних діячів демократичного і патріотичного руху. Студентам потрібно було балансувати між обов'язками в університеті і в контактах із старшими».
Особливостями діяльності «Франкової кузні» на той час було її внутрішнє завдання і життя, формування творчої особистості учасника, моральна підтримка, допомога у вдосконаленні таланту і його продуктивності, обмін літературою, поради у друкування творів і підготовці книжки, орієнтації на нові віяння в українській та зарубіжній літературі, інформування, що діється у громадському та літературному житті столиці, в Україні та світі, підтримувати особисті знайомства з молоддю з інших факультетів чи тих, що приходили з інших вузів. Приходили і з Політехніки, Вищого військово-політичного училища, Інституту сільського господарства, медичного і художніх вузів.
Напередодні засідання студії оголошувалася тема заняття, чиї твори будуть розглядатися, хто має виступити і хто з відомих літераторів прийде на засідання. Неодноразово приходив на ці зібрання Р. Лубківський.
В основному, твори посилали до редакції львівської молодіжної газети «Ленінська молодь» та до університетської «За радянську науку». «Щоб надрукуватися у „Вільній Україні“, необхідно було запропонувати виразно про радянський вірш і частіше до якоїсь урочистої дати. У журналі „Жовтень“ надрукуватися студентові було майже неможливо». — пише Мовчанюк.
Однак друкуватися молодим письменникам було необхідністю, адже це — заявка про добру перспективу, яка відкривається перед молодим поетом. Друк в газеті — це демонстрація творчого обличчя і в тих умовах це було найкращим способом показати себе.
Студентів також друкувала газета «Молодь України», журнал «Ранок» чи «Дніро», молодіжний альманах «Вітрила».
Григор Мовчанюк, який тоді допомагав керувати Роману Качурівському, згадує, що на засіданнях студії учасники почували себе в рідному товаристві, радилися та довіряли один одному свої творчі секрети. Однак жодне із засідань не залишалося без пильної уваги відповідних органів, які засилали своїх інформаторів. Зі спогадів Мовчанюка можна зрозуміти, що атмосфера була творчо-напружено. Ніхто нікому не довіряв на 100 % і кожен мав підозру до когось з учасників кузні. Хоча це, мабуть, залежало від обставин життя загалом у радянський період.
Не такі формальні засідання організовувалися у гуртожитку, де студенти могли обговорити більше широких питань, мали більше свободи через неформальне середовище.
У газеті «За радянську науку» 7 квітня 1967 року Роман Качурівський, тодішній керівних, опублікував замітку «Кузня працює», де розповідає про активізацію роботи літстудії. Колишні літстудійці стали українськими письменниками, діячами преси та мистецтва. Це Р. Лубківський, Є, Дудар, Ю. Коваль, І. Калинець, Г. Мовчанюк, П. Шкарб'юк, В.Марусик, І. Гавриха, Д. Юсип та інші. Серед прозаїків: З. Легкий, Я. Тучапський, Є, Жижара, А. Черняк. У замітці відначили також Миколу Красюка, Івана Чулика, Дмитра Герасимчука, Богданну Крису, Надю Рибак, Марію Доколясу, Богдана Корвача.
Посвяченим у тодішні справи «Франкової кузні» були видатні письменники Ірина Вільде, Ростислав Братунь, Тарас Франко, Михайло Рудницький, Дмитро Бандрівський, Теодор Микитин, Володимир Гжицький, Петро Козланюк, Григорій Тютюнник, Степан Масляк, Андрій Волощак, Марія Хоросницька, Юрій Шкрумеляк, Іван Гнатюк, Тарас Мигаль, Федір Малицький. Вони підказували, давали мудрі поради, опікувалися і брали на себе відповідальність перекласти на інше покоління ті ж цінності та традиції українського письма.
 

## 1970-ті
Період знелюднення «Франкової кузні». У 1970 році студійці двічі звітували до Спілки письменників України. Несприятливі політичні обставини і кризові періоди зумовили тимчасове припинення діяльності літературної студії.
Очолювала студію перед цим Наталія Дзюбенко. Як вона згадує про розпад «Франкової кузні» у той час. «Слідчий мене питав щось таке, ні про що. Попросив написати пояснювальну щодо дискусійного клубу, але я так і не розпочала, він поспішав, підганяв мене, щомиті кудись виходив. І, зрештою, майже виштовхав у двері, де мене зустрів гомін обурених юнацьких голосів. — пригадує колишня керівниця студії. — „Франкова кузня“, яку я тоді очолювала, випустила потім цілу плеяду блискучих поетів, прозаїків. Багатьох із них уже немає серед нас. Але тоді, втрата одного з них, Григорія Мацерука, болем відлунила у серцях. У молодого, талановитого новеліста не витримало серце. Це було відлунням наших студентських сімдесятих. Потім Павло Федюк, Василь Гайдучок, Володимир Боденчук… Я не буду всіх перелічувати. В мене болить серце. Скільки зламаних й покалічених доль… Ніхто з моїх близьких друзів не потрапив тоді до в'язниці, але коток львівських репресій пронісся по них страхітливим смерчем, поставивши клеймо „неблагонадійних“. Їм довелося розпочинати все спочатку. Не всі з них зуміли. Я ж пригадую у найбільший розпал львівських чисток, на засіданні „Франкової кузні“ юну поетесу, яка читає: „На колінах можна стояти, щоб не били тебе, на колінах можна стояти, щоб не вбили тебе…“. Потім вона також зникла. Тільки ці слова у пам'яті. І тонюсінька дитяча постава з гордим профілем дитячого личка».
Зникали члени літературного об'єднання примусово. Вони більше не вигідні владі, бо тримають усередині себе любов до України, яка живить їх і дає творити.
«Ми усі були винні, бо усі ж таки, за невеликим винятком, розмовляли українською, а хтось, як я, і взагалі був підозрілим — писав вірші. — веде далі поетка. — Нескінченні комсомольські збори, політінформації, виклики на килим у другий відділ. Уже не було серед нас Василя Гайдучка, чудового поета й товариша, Павла Федюка — молодого прозаїка з неповторним гуцульським колоритом. А я втрачала ще більше, бо „Франкова кузня“ — літературна студія Львівського держуніверситету, — знелюдніла. Один за одним зникали Микола Рябчук, Надія Степула, Василь Ганущак, Олег Лишега… Я знебачки влаштувала дискусію за фільмом „Андрій Рубльов“, а ще проголосувала проти виключення Василя Гайдучка та Олега Лишеги з комсомолу, й до того ж прочитала „Інтернаціоналізм чи русифікація?“ Івана Дзюби й поділилася враженням з подругою. Цього було достатньо, щоб одного дня з гуркотом відчинилися двері студентською аудиторії: „Дзюбенко — на выход!“. Треба було саме так, щоб ти пройшла аудиторією під нажаханими поглядами викладача та студентів, показово, гучно. І ти вже мічена, і до тебе на перервах перестануть підходити колишні друзі, й за лавою ти залишишся потім сама». 

Далі в університетській енциклопедії пробіл. Здавалося б, що ніхто нічого не писав, а студія затихла. Однак вдалося знайти відгуки про рідну «Франкову кузню» від Віктора Неборака. Закінчує філологічний факультет він у 1983 році. І біля двох віршів пише про те, що під час навчання в університеті його прийняли до студентського товариства літературно-обдарованої молоді «Франкова кузня», з якої він і почав своє професійне письменство. Із цього факту виходить, що літературна студія припинила свою діяльність зовсім на короткий проміжок часу.
Віктор Неборак називає тодішнього керівника, про якого не згадано в енциклопедії університету. Це Василь Левицький. Також напочатку 80-х літстудійцями були Василь Терещук, Олександр Вільчинський (Олекса Вільчик), Віра Кіш, Ірина Вовк, Уляна Гринів, Василь Габор, Василь Прус та багато інших.
Ранні вірші Віктора Неборака періоду «Франкової кузні» написані ще у 1980-ті роки. Саме тому вони, за словами поета, нагадують йому далекі часи «творчого вишколу».
Наприкінці 1980-х років студію очолював Іван Дмитрович Остапик. Саме під час його керівництва літературною студією, у 1987 році, вступив до університету Ігор Павлюк.
"Як зараз пам'ятаю: сидимо ми у 350 аудиторії. Першокурсники. Вересень. Заходить чоловік, як виявилося потім, це був доцент Іван Дмитрович Остапик, і каже: «Студенти, тих, хто пише вірші і хоче стати письменником — запрошую на засідання літературної студії „Франкова кузня“. Я радо відгукнувся на це, бо писав іще давно. Мені повідомили місце і так я став членом цього об'єднання. — пригадує Ігор Павлюк. — Засідання було дуже цікавим.: Іван Дмитрович малював нам схеми, розповідав, як розвивається поезія, переходить в драматургію і т. д. Хоч сам він поетом і письменником не був, але його було дуже цікаво слухати».
Найцікавішим періодом, каже Ігор Павлюк, було головування професора Івана Денисюка. «Франкова кузня» перетворилася у напівсімейно-творчий, богемний салон. Один раз на тиждень відбувалися засідання. «Зоряна Гладка пекла печиво, хтось приносив каву, спиртного ми не вживали. Читали також свої вірші, видавали стінгазету. Про публікації у виданнях та альманахах навіть не йшлося. На Франковій кузні я познайомився із Романом Скибою, який став моїм хорошим приятелем. Він до цього вже вчився у різних літературних студіях, а „Франкова кузня“ для мене була першою школою „притирання“, звикання та спілкування із літературними ровесниками. А ще там було багато близьких по духу людей, яких так не вистачало на моєму журфаці. Була атмосфера, був поштовх, а ще — своєрідне щеплення у літературному середовищі, коли видрукували мою першу книжку з-поміж багатьох інших». [9]
Літстудія організовувала публікації в газетах «Молода Галичина», «За вільну Україну» та журналі «Дзвін». Одна публікація коштувала 130 рублів (місячні зарплата). Відповідно, студенти могли заробляти творчістю та відчувати реалізацію у творчому світі.
Дуже багато студентів проходили повз літстудію, адже залишалися лише ті, хто був фанатом своєї справи. Ядром студії початку 1990-х років були Тарас Кознарський, Роман Скиба, Ігор Павлюк та Зоряна Гладка. Керував студією Іван Денисюк. А з 1992 по 1996 нею займався Павло Салевич, однак студія не була такою популярною, як раніше. У 1998 році А. Попов, Р. Іваничук та П. Салевич роблять спробу відновити діяльність «Франкової кузні». 

## 2000-ні
Із 2002 до 2004 року студію очолював колишній її учасник та відомий поет Ігор Павлюк. «Мене запросили керувати цією студією. — розповідає він. — Є межі між стосунками студент-викладач в університеті. А в студії оцінок немає. Ти стаєш старшим та досвідченим колегою, але керуєш. Тому я старався перенести традиції, які нам дісталися від професора Денисюка, коли ми частували один одного. Це потрібно було для того, аби перетворити діяльність у щось приємне. І разом із тим — робити щось дієве. Ми видали альманах „Пролог“ (Пролог: альманах літературної студії „Франкова кузня“ / [упор. та автор передмови Ігор Павлюк]. — Львів: Сполом, 2003. — 144 с.), до якого я написав передмову „Сторожі генетичного коду“ і який показав результат нашої роботи — надруковані твори у спільній збірці».
Учасників не було так багато, як за минулих часів, а тому трималися купи тільки справжні фанати своєї справи. Хтось умів добре писати одразу, когось треба було підштовхнути. Запрошували, як і колись, відомих поетів, які читали свої вірші, критикували та давали поради. Не всі витримували оце шліфування критикою, йшли.
До альманаху, який виданий 2003 роком, входять літературні твори «Франкової кузні» нової генерації: Марта Грибальська, Марта Гурин, Лілія Демидюк, Тетяна Коберніченко, Василь Кудлак, Олеся Мамчин, Сергій Осока, Юлія Пігель, Наталія Скосарева, Михайло Снежик, Анастасія Судиловська, Юлія Хорочко, Олександра Черняк, Наталія Чибісова, Ірина Школик.